# Piro Milkani
Piro Milkani (ur. 9 grudnia 1939 w Korczy, zm. 24 maja 2025 w Tiranie) – albański reżyser, operator i scenarzysta filmowy.

## Życiorys
Po ukończeniu szkoły średniej w rodzinnej miejscowości, studiował w Akademii Filmowej FAMU w Pradze. Praca dyplomowa z zakresu reżyserii filmowej nosiła tytuł: Nenavist (Nienawiść). Po powrocie do kraju rozpoczął pracę operatora w Studiu Filmowym Nowa Albania (alb. Kinostudio Shqiperia e Re), współpracując z Kristaqem Dhamo i Hysenem Hakanim. W tym czasie nakręcił sporo reportaży i filmów dokumentalnych. Jako reżyser filmu fabularnego zadebiutował w roku 1967. Film Zwycięstwo nad śmiercią przyniósł mu nagrodę państwową. Potem nakręcił jeszcze 17 filmów fabularnych. W 1994 r. zagrał rolę Selima w głośnym filmie Gianni Amelio – Lamerica.
W latach 1991–1993 był zastępcą dyrektora Studia Filmowego Nowa Albania, a także dyrektorem Przedsiębiorstwa Dystrybucji Filmów Albafilm. Uhonorowany tytułem Zasłużonego Artysty (alb. Artist i Merituar) w 1982 i Artysty Ludu (alb. Artist i Popullit) w 1987. W latach 1998–2002 pełnił funkcję ambasadora Republiki Albanii w Czechach. Po zakończeniu swojej kadencji zrealizował w koprodukcji czesko-grecko-albańskiej film Smutek pani Šnajder, oparty na wspomnieniach Milkaniego z okresu studiów. W 2018 opublikował wspomnienia (E pabesueshme, por e vërtetë, wyd. Toena).
Jego syn – Eno Milkani jest reżyserem filmów dokumentalnych, wspólnie zrealizowali film Smutek pani Šnajder.

## Filmografia
- 1967: Ngadhenjim mbi vdekjen
- 1969: Perse bie kjo daulle
- 1971: Kur zbardhi një ditë
- 1974: Shtigje të luftës
- 1975: Cifti i lumtur
- 1976: Zonja nga qyteti
- 1977: Shëmbja e idhujve
- 1979: Ballë për ballë
- 1980: Nje shoqe nga fshati
- 1981: Ne kufi te dy legjendave
- 1982: Besa e kuqe
- 1983: Fraktura
- 1984: Militanti
- 1985: Në prag të jetës
- 1987: Eja
- 1988: Pranvera s’erdhi vetem
- 1990: Ngjyrat e moshës
- 2006: Smutek pani Šnajder

## Filmy dokumentalne
- 1969: Festivali 7-te i femijeve
- 1973: Festa e madhe
- 1974: Një firmë e hekurt